# Hans Berthel
Hans Berthel (* 19. Oktober 1914 in Nürnberg; † 18. Januar 2003 in Lenggries) war ein deutscher Jagdflieger während des Zweiten Weltkriegs und nach 1945 ein vielbeschäftigter Filmarchitekt.

## Die frühen Jahre als Flieger
Berthel begann im Alter von 16 Jahren seine Begeisterung für die Fliegerei zu entdecken, wurde Segelflieger und nahm in diesem Zusammenhang auch zweimal an den deutschen Kunstflugmeisterschaften teil. Im Nationalsozialismus wurde Berthel zur Luftwaffe einberufen und dem Stab l. Gruppe zugeteilt. Im Rang eines Leutnants schoss der Messerschmitt-Pilot zwischen dem 6. Oktober 1939 und dem 7. September 1940 als Angehöriger des JG 52 sechs feindliche (britische) Maschinen ab, überwiegend über dem Großraum London. Am 15. September 1940 wurde er im Luftkampf mit britischen Jägern im Raum Margate selbst abgeschossen.
Berthel konnte sich mit dem Fallschirm retten und geriet in britische Kriegsgefangenschaft, die er vor allem in Kanada verbrachte. Dort überredete ein Mitgefangener, der im Zivilleben Schauspieler gewesen war, den Hobbymaler Berthel dazu, die Bühnenbilder des Lagertheaters zu entwerfen und zu malen.

## Arbeit bei Film und Fernsehen
Zurück in Deutschland (1947) knüpfte Hans Berthel in München an den dortigen Kammerspielen Kontakte zur Bühnenbildnerei und besuchte zwei Semester lang die Nürnberger Kunstschule.
Bei Helmut Käutners parodistischer Satire Der Apfel ist ab lernte er das Filmgeschäft von der Pike auf kennen. Ohne eine klassische Berufsausbildung zu besitzen, erhielt Berthel aufgrund seiner praktischen Erfahrungen 1950 seinen ersten Auftrag für eine Filmarchitektur. In der Folgezeit arbeitete er arrivierten Szenenbildnern wie Ernst H. Albrecht, Franz Bi und Rochus Gliese zu. Wenig später avancierte er zum alleinigen Chefarchitekten.
In dieser Funktion entwarf Berthel die Kulissen zu einer Reihe von reinen Unterhaltungsfilmen, die nur selten (wie bei Käutners Himmel ohne Sterne) künstlerische Ambitionen aufwiesen. Seit den frühen 1960er Jahren war er der Chefarchitekt von Wolf C. Hartwigs überwiegend im südostasiatischen Raum entstandenen Abenteuerfilmen. Zwischen 1955 und 1963 wurden ihm die Kollegen Robert Stratil und Johannes Ott zur Seite gestellt.
1964 zog sich Berthel aus dem Kinogeschäft zurück und stellte eine beträchtliche Anzahl von TV-Dokumentationen – nahezu 60 Filme von 30 bis 40 Minuten Länge – über Südostasien her, die vom SDR und vom WDR gesendet wurden.
Der zuletzt in Grünwald bei München lebende Berthel verstarb zum Jahresbeginn 2003 im bayerischen Lenggries.

## Filmografie (Auswahl)
- 1950: Falschmünzer am Werk
- 1951: Hanna Amon
- 1952: Oh, du lieber Fridolin
- 1953: Ich und Du
- 1953: Straßenserenade
- 1954: Gitarren der Liebe
- 1955: Himmel ohne Sterne
- 1955: Ich suche Dich
- 1956: Santa Lucia
- 1956: Wenn wir alle Engel wären
- 1956: Rose Bernd
- 1956: Kleines Zelt und große Liebe
- 1957: Für zwei Groschen Zärtlichkeit (Kærlighed mod betaling)
- 1957: Meine schöne Mama
- 1958: … und nichts als die Wahrheit
- 1958: Der Pauker
- 1958: Der eiserne Gustav
- 1959: Liebe auf krummen Beinen
- 1959: Arzt ohne Gewissen
- 1959: Wernher von Braun – Ich greife nach den Sternen (I Aim at the Stars)
- 1960: Das schwarze Schaf
- 1960: Auf Engel schießt man nicht
- 1960: Panzer nach vorn (Armored Command)
- 1961: Bis zum Ende aller Tage
- 1961: Die Stunde, die du glücklich bist
- 1961: Das Leben beginnt um acht
- 1962: Heißer Hafen Hongkong
- 1962: Zwischen Schanghai und St. Pauli
- 1962: Der schwarze Panther von Ratana
- 1963: Die Flußpiraten vom Mississippi
- 1964: Weiße Fracht für Hongkong
- 1964: Die Diamantenhölle am Mekong